# Palthisomis penicillalis
Palthisomis penicillalis là một loài bướm đêm trong họ Noctuidae.